# Crise Krieg-in-Sicht
Pour les articles homonymes, voir Krieg (homonymie).
La crise Krieg-in-Sicht (« Crise guerre en vue ») est une crise diplomatique faisant suite à la guerre franco-prussienne de 1870.

## Histoire
En 1873, après le retrait des troupes allemandes d'occupation, la France se remet des séquelles de la guerre à une vitesse surprenante et commence à se réarmer. Cela éveille chez le chancelier allemand, Otto von Bismarck, la crainte d'une éventuelle revanche militaire de la France à cause de l'annexion récente de l'Alsace-Lorraine par l'Empire allemand.
Le 8 avril 1875, le Zeitung Post, un journal proche du pouvoir, contient l'article Ist Krieg in Sicht? (« La guerre est-elle en vue? »). Tout comme pour d'autres articles écrits par Constantin Rössler, qui paraîtront les semaines suivantes, le contenu de l'article est imaginé par Otto von Bismarck. Dans l'article, il menace la France d'une guerre préventive si elle poursuit son réarmement. L'article fait état de la montée des virulences dans l'hémicycle français, qui vient notamment de voter une loi augmentant la puissance de frappe française. Par cet article, il provoque et alarme les autres grandes puissances européennes qui réagissent vivement.
Il faut replacer cette crise dans le contexte de l'époque. L'Empire allemand, récemment unifié, est dans une situation très précaire. En effet, il s'agit certes d'une grande puissance, qui a triomphé d'ennemis isolés entre 1866 et 1871, mais il n'est cependant pas assez fort pour résister seul face à une coalition européenne menée par la France. À Berlin, certains militaires, dont Moltke, veulent éliminer au plus vite ce risque et pressent les dirigeants allemands de mener une guerre préventive contre la France. Toutefois dans une telle guerre, l'Empire allemand sait qu'il ne peut sûrement pas compter sur la neutralité de la Russie. Le but de cette campagne de presse est donc d'essayer de découvrir comment se comporteraient les autres puissances européennes, et en particulier de l'Empire russe, dans l'hypothèse d'une nouvelle guerre franco-allemande. 
Les réactions internationales face aux articles indiquent clairement que dans ce cas, le Royaume-Uni et la Russie soutiendraient la France. Ils ne sont en effet en aucun cas disposés à voir l'Empire allemand accroître une nouvelle fois sa puissance, ce qui aurait représenté un danger pour eux-mêmes à plus long terme.
Cette crise convainc Bismarck de la nécessité de pratiquer une politique d'équilibre européen, comme des compensations territoriales, et de repousser les plans de guerre préventive contre la France. En effet, il comprend que toute nouvelle tentative d'expansion territoriale ou d'augmentation de la puissance de l'Allemagne en général comporte d'incalculables risques pour le nouvel État. Cela implique de présenter l'Empire allemand comme un État « rassasié », n'ayant plus d'autres revendications territoriales, et d'essayer d'isoler diplomatiquement la France au maximum pour éviter une guerre sur deux fronts. Bismarck a conçu cette politique dans la dictée de Kissingen (Kissinger Diktat).